# Okuruto Noboru
Okuruto Noboru Inc. (jap. 株式会社オクルトノボル Kabushiki-gaisha Okuruto Noboru) – japońskie studio animacji z siedzibą w Tokio, założone 1 grudnia 2017 roku.

## Produkcje

### Seriale telewizyjne
| Tytuł                                                          | Reżyser(zy)             | Początek pierwszej emisji | Koniec pierwszej emisji | Liczba odcinków | Uwagi                                                                                                  | Przypisy |
| -------------------------------------------------------------- | ----------------------- | ------------------------- | ----------------------- | --------------- | --- | -------- |
| Akanesasu shōjo                                                | Jin Tamamura Yūichi Abe | 1 października 2018       | 17 grudnia 2018         | 12              | Franczyza multimedialna. We współpracy z Dandelion Animation Studio. Odcinki 8–13.                     | [ 2 ]    |
| Ore dake haireru kakushi Dungeon: Kossori kitaete sekai saikyō | Kenta Ōnishi            | 9 stycznia 2021           | 27 marca 2021           | 12              | Na podstawie light novel autorstwa Meguru Seto.                                                        | [ 3 ]    |
| Isekai maō to shōkan shōjo no dorei majutsu Ω                  | Satoshi Kuwabara        | 9 kwietnia 2021           | 11 czerwca 2021         | 10              | Sequel Isekai maō to shōkan shōjo no dorei majutsu. We współpracy z Tezuka Productions. Odcinki 2 i 7. | [ 4 ]    |
| Przyjacielskie rozgrywki                                       | Hirofumi Ogura          | 6 kwietnia 2022           | 22 czerwca 2022         | 10              | Na podstawie mangi autorstwa Mikoto Yamaguchiego i Yukiego Sato.                                       | [ 5 ]    |

### OVA/ONA
| Tytuł                                               | Data premiery        | Liczba odcinków | Przypisy |
| --------------------------------------------------- | -------------------- | --------------- | -------- |
| Hyperdimension Neptunia: Nepu no Natsuyasumi        | 8 lipca 2019         | 1               | [ 6 ]    |
| Planetarian: Snow Globe                             | 25 sierpnia 2021     | 1               | [ 7 ]    |
| Hyperdimension Neptunia: Nep Nep Darake no Festival | 26 października 2022 | 1               | [ 8 ]    |
| Hyperdimension Neptunia: Hidamari no Little Purple  | 26 kwietnia 2023     | 1               | [ 9 ]    |